# Sylvester (tekenfilmfiguur)
Sylvester J. Pussycat, Sr., meestal gewoon Sylvester genoemd, is een personage uit de films van de Looney Tunes. Meestal vormt hij in deze filmpjes een duo met Tweety, maar hij is ook te zien in filmpjes met Speedy Gonzales, “Hippety Hopper” en een paar keer Elmer Fudd. Het personage heeft driemaal een Academy Award gewonnen. Het maakte zijn debuut in Friz Frelengs Life With Feathers van 1945. Frelengs film Tweety Pie is de eerste met het koppel Sylvester-Tweety. Sylvester verschijnt in 103 films uit het gouden tijdperk van de animatiefilm.
Sylvester was #33 op TV Guide's lijst van top 50 beste animatiefilmfiguren, samen met Tweety Bird. 

## Personage
Sylvester is een zwart-witte kat. Zijn naam is gebaseerd op “Felis silvestris”,  de wetenschappelijke naam voor de wilde kat. Sylvesters kenmerk is zijn geslis. Volgens Mel Blanc was Sylvesters stem grotendeels gebaseerd op die van Daffy Duck,het enige verschil is dat die van Daffy is versneld na het opnemen. 
Sylvesters doel in het leven is het vangen en opeten van ofwel Tweety of anders Speedy Gonzales. Hij is erg overtuigd van zijn eigen kunnen en geeft nooit op, hoe vaak zijn plannen ook misgaan. Hij is voor Tweety en Speedy Gonzales wat Wile E. Coyote is voor Road Runner. Net als Wile E. Coyote maakt Sylvester gebruik van een grote reeks sluwe plannen en hulpmiddelen, welke door stommiteiten of gebrekkige kwaliteit altijd falen. In de film “The Wild Chase” uit 1965 spannen Sylvester en Wile E. Coyote zelfs samen tegen Road Runner en Speedy Gonzales, maar falen allebei. 
In sommige films heeft Sylvester een zoon, Sylvester Junior, aan wie hij het jagen op muizen en Hippety Hopper probeert bij te brengen.
Van alle Looney Tunes' personages is Sylvester het personage dat het vaakst is “gestorven” in een film. Hij komt om het leven in de films "I Taw a Putty Tat", "Back Alley Oproar", "Peck Up Your Troubles", "Satan's Waitin'", "Mouse Mazurka", Tweety's Circus, "Tweet and Lovely", en "Rebel Without Claws".

## Stemacteurs
- Mel Blanc (1945-1989)
- Joe Alaskey (1990-2015)
- Jeff Bergman (Bugs Bunny's Overtures to Disaster, Family Guy
- Bill Farmer (Space Jam)
- Jeff Bennett (Museum Scream)
- Frank Welker (Robot Chicken)